# واجهة المستخدم الطبيعية

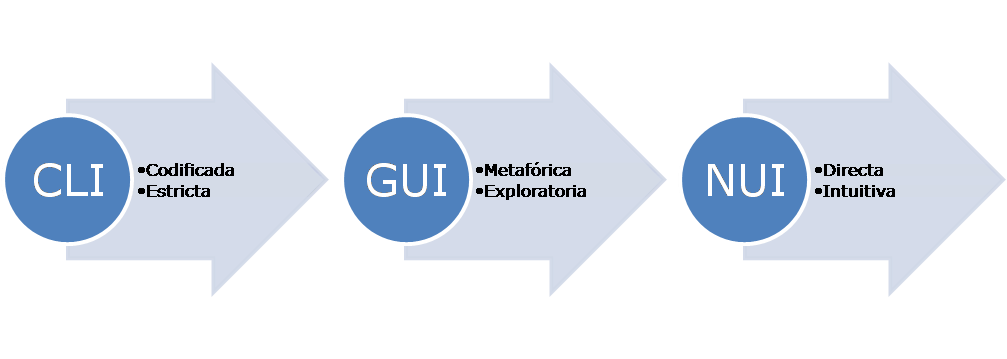

واجهة المستخدم الطبيعية (بالإنجليزية: Natural user interface)‏ هي طريقة لاستعمال الحاسوب حيث يعمل المستخدم من خلال أفعال وحركات طبيعية تشبه للأفعال العادية.
تتيح واجهات شاشات اللمس للمستخدمين التحكم في التطبيقات على نحو أسهل من الواجهات ذات المؤشر.
تعمل بعض الشركات على إنتاج واجهة النقر بلمس البشرة [الإنجليزية] تتيح للمستخدمين التفاعل من خلال لمس بشرتهم.